# Patricia Douglas
Pour les articles homonymes, voir Douglas.
Patricia Douglas (5 mars 1917 – 11 novembre 2003) est une danseuse et figurante connue pour avoir attaqué la Metro-Goldwyn-Mayer en justice après un viol en 1937. Elle fait l'objet en 2003 d'un documentaire intitulé Girl 27 (en) et en 2025 d'un roman graphique intitulé Seule contre Hollywood : la première actrice à avoir dénoncé le système.

## Jeunesse
Patricia Douglas et sa mère s'installent en Californie pour tenter des carrières d'actrices. Patricia arrête l'école à 14 ans pour se consacrer entièrement à sa carrière. Elle commence par des figurations où elle danse. Elle apparaît notamment dans Chercheuses d'or de 1933 et dans So This Is Africa.

## Le viol
En 1937, la Metro-Goldwyn-Mayer (MGM) décide d'organiser une fête pour célébrer ses succès et remercier ses commerciaux. Cent-vingt danseuses et figurantes sont recrutées pour l'occasion, pensant venir pour un casting. Louis B. Mayer annonce aux commerciaux qu'ils sont ainsi « récompensés » et peuvent « passer un bon moment », ce que certains prennent pour une invitation à profiter des filles. Pendant la soirée, de nombreux cas de harcèlement sont rapportés par les figurantes, qui quittent la salle en nombre. Cinq cents caisses de whisky et de champagne avaient d'ailleurs été livrées à cette soirée.
David Ross, directeur des ventes, jette son dévolu sur Patricia Douglas. Avec un collègue, ils la forcent à boire, allant jusqu'à lui pincer le nez pour qu'elle ouvre la bouche. Elle se réfugie aux toilettes, signale au préposé des toilettes qu'un homme l'importune. Elle vomit l'alcool ingurgité puis voyant que Ross la suit encore jusqu'aux toilettes, elle sort du bâtiment. Ross la rattrape, la viole dans une voiture dans un champ voisin. Patricia Douglas racontera plus tard que Ross l'a menacée de la tuer si elle criait et lui donnait des claques pour l'empêcher de s'évanouir.
L'agent de surveillance du parking entend les cris et voit Ross s'enfuir.

## Dissimulation
Patricia Douglas est conduite à l'hôpital où elle subit une douche vaginale, ce qui efface les traces. Le docteur Edward Lindquist l'examine et déclare qu'il n'est pas en mesure de confirmer la réalité du viol. On apprendra plus tard que Lindquist est le médecin attitré de la MGM.
Deux jours plus tard, Patricia Douglas se présente à la MGM le visage tuméfié « afin que ce qui lui est arrivé n'arrive à personne d'autre ». Au lieu d'une réponse appropriée, on lui donne simplement son paiement de 7,50 $ pour sa participation à la fête.
Elle porte plainte auprès du bureau du procureur, Buron Fitts. Celui-ci, nouvellement réélu et en difficulté pour une histoire de parjure dans une autre affaire de viol, ne donne pas suite. Il est un ami proche de Louis B. Mayer. Elle engage son propre avocat. Ensemble, ils décident de porter l'affaire devant la presse pour faire pression sur Fitts. Les journaux refusent de qualifier l'affaire de viol, décrivant plutôt un dérapage au cours d'une orgie. De même, le nom complet et l'adresse de Patricia Douglas sont publiées, alors que ni le nom du violeur présumé ni la MGM ne sont mentionnés.

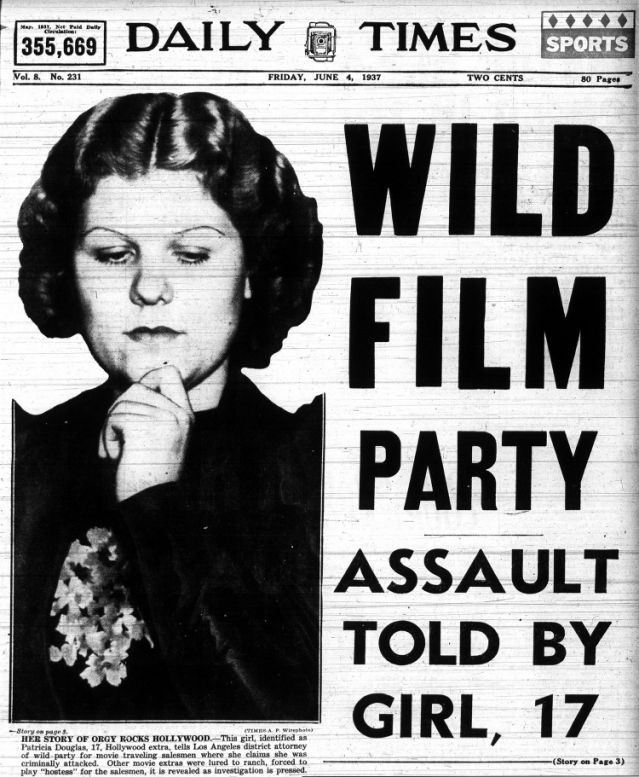
Une du Chicago Daily Times consacrée à l'affaire Douglas.

La MGM lance alors une campagne de dénigrement contre Patricia Douglas. Elle engage l'agence Pinkerton pour trouver des arguments contre le style de vie de la plaignante, selon l'idée reçue que « les putes ne peuvent être violées ». La MGM fait un appel à délation auprès des hommes de l'entreprise, leur proposant de témoigner que Patricia Douglas les a abordés préalablement. La MGM contacte également le médecin personnel de la jeune femme pour lui demander de déclarer qu'elle est infectée par une gonorrhée. Enfin, la MGM propose au gardien du parking « n'importe quel poste au sein de la MGM » pour revenir sur la déclaration dans laquelle il reconnaît formellement David Ross. Après s'être parjuré, il sera chauffeur pour la MGM toute sa vie.
Le procès se clôt par un non-lieu pour manque de preuves. De plus, le procès est perturbé par d'autres actualités comme la mort de l'actrice Jean Harlow et surtout la crise d'abdication d'Édouard VIII.
Patricia Douglas veut alors porter l'affaire au civil, mais son avocat l'abandonne car il entre en campagne pour devenir District Attorney.

## Suite de sa carrière
La réputation de Patricia Douglas est ruinée. Elle subit les conséquences de ce viol toute sa vie[Comment ?]. Elle se marie trois fois et a une fille.

## Révélation
En avril 2003, David Stenn (en) réalise une interview de Patricia Douglas pour Vanity Fair.
Patricia Douglas meurt en novembre 2003.
En 2007, David Stenn réalise un documentaire intitulé Girl 27 (en) dans lequel il raconte à nouveau l'histoire de Patricia Douglas, ainsi que celle d'Eloise Spann, présente à la même soirée et morte d'un suicide après son agression. La suite du documentaire présente l'histoire plus connue de Loretta Young et de ce qu'elle nomme son viol par Clark Gable en 1935.